# もう終わりにしよう。
『もう終わりにしよう。』（原題:I'm Thinking of Ending Things）は2020年に配信されたアメリカ合衆国のスリラー映画である。監督はチャーリー・カウフマン、主演はジェシー・プレモンスとジェシー・バックリーが務めた。イアン・リードが2016年に発表した同名小説を原作としている。

## 概略
ある冬の日、ひとりの女が交際中の男の自動車に乗り込む。男の名前はジェイクで、両親に恋人を紹介するために田舎に向かって車を走らせる。女はジェイクとの関係を終わらせることを考えており、そのことを伝えられずにいる。当初は上機嫌な二人だったが、真意を隠したやり取りを交わすうちに言葉少なになり、天候は吹雪になる。女は孤独で暗鬱な自作の詩を暗唱し、ジェイクは共感を表明する。
ジェイクの実家では、女はジェイクの両親から歓迎されながらも、両親や家全体の不自然な調子に違和感をおぼえはじめる。ディナーの後になると女の目に映る異常さは調子を増していく。両親の年齢が急激に変化して見えたり、ジェイクと自分の体験が入り混じるような感覚に陥る。
女とジェイクは吹雪のなか帰途に就く。ジェイクの希望で道路沿いのデイリークイーンに、次いでジェイクの母校に立ち寄る。深夜の学校でジェイクとはぐれた女は、高齢の用務員や理想化されたジェイクのような人物に次々に出会い、現実が溶解する体験に囚われていく。
翌日の朝、吹雪がおさまり新雪に覆われた学校の校庭で、真実が明らかになる。

## キャスト
- ジェシー・プレモンス - ジェイク
- ジェシー・バックリー - 若い女（作中でルーシー、ルイーザ、ルシア、エイムズなど複数の名で呼ばれる）
- トニ・コレット - ジェイクの母親
- デヴィッド・シューリス - ジェイクの父親
- ガイ・ボイド - 用務員

## 製作・マーケティング
2018年1月25日、イアン・リードの小説『もう終わりにしよう。』が映画化されることになり、チャーリー・カウフマンが監督に起用されたとの報道があった。12月3日、ブリー・ラーソンの起用が発表された。5日、ジェシー・プレモンスが本作の出演交渉に臨んでいると報じられた。2019年3月、降板することになったラーソンの代役としてジェシー・バックリーが起用されると共に、トニ・コレットとデヴィッド・シューリスがキャスト入りした。7月2日、ジェイ・ワドリーが本作で使用される楽曲を手掛けることになったと報じられた。
本作の主要撮影は2019年3月13日にニューヨーク州のフィッシュキルで始まり、同年4月29日に終了した。
2020年8月6日、本作のオフィシャル・トレイラーが公開された。

## 評価
本作は批評家から高く評価されている。映画批評集積サイトのRotten Tomatoesには160件のレビューがあり、批評家支持率は84%、平均点は10点満点で7.62点となっている。サイト側による批評家の見解の要約は「チャーリー・カウフマン監督は『もう終わりにしよう。』で人間の条件という難問に格闘している。その格闘は彼にしかできないやり方で行われており、ジェシー・バックリーとジェシー・プレモンスの見事な演技によって支えられている。」となっている。また、Metacriticには41件のレビューがあり、加重平均値は79/100となっている。